# Verwaltungsgemeinschaft Saale-Rennsteig
La Verwaltungsgemeinschaft Saale-Rennsteig est une communauté d'administration allemande qui regroupe 7 communes du land de Thuringe, dans l'arrondissement de Saale-Orla, au centre de l'Allemagne. En 2015, sa population est de 4 181 habitants.